# Play I
Play I is de vierde compositie die de Fin Magnus Lindberg componeerde voor de piano, zijn eigen instrument. Dit keer is het gecomponeerd voor twee piano's, net zoals zijn Muziek voor twee piano's.
Lindberg liet langzamerhand het strikte regime van puur seriële muziek los in dit werk. Hijzelf schreef dat het werk gezien moet worden als een toneelstuk en dat er dus diverse rollen en ontwikkelingen zijn. De toevoeging "I" of andere combinatie in Lindbergs werk geeft niet aan dat er een genummerde reeks is; zo verscheen Sculpture II jaren eerder dan Sculpture.

## Achtergrond
De muziek bestaat uit dertien secties, die achter elkaar door gespeeld worden; de uitvoerenden hebben daarin gedeeltelijk de mogelijkheid om de volgorde zelf te bepalen. Ralph van Raat schreef in de enige uitgave in 2008 dat de partituur bestond uit enorme vellen papier en dat de noten c.q. delen verspreid over het papier staan genoteerd.
Ook qua beluistering geeft het werk een lossere indruk dan met name de eerste twee werken voor piano. Toch zitten ook in dit werk de schakeringen voor- en achtergrond en de korte melodieloopjes; er lijkt een wat meer doorlopende compositie te zijn ontstaan, maar dat kan in dit geval dus ook aan de gekozen uitvoering liggen. Het werk eindigt onverwacht met een echte slotnoot.

## Structuur
De keus van de uitvoerende bepaalt dus het werk, daarbij moet gezegd dat de Movements een vastere structuur hebben dan de overige secties:
- Movement 1 – Routes 1 – Movement 2 – Prism 1 – Routes 2 – Movement 3 – Fugures and points – Mirrors – Figures and points – Movement 4 – Prism 2 – Routes 3 – Closure.

## Uitvoering
Er is een (Finse) radio-opname gemaakt van dit werk; Lindberg zat achter de ene vleugel; zijn vaste pianovriend Risto Väisänen bespeelde de andere.

## Discografie
- opname Naxos; Ralph van Raat en Maarten van Veen; opname 6 en 7 oktober 2007; Amsterdam.